# Нувистор
Нувистор е вид електронна лампа. Развитието на тази лампа е в края на 1950-те вероятно е последната голяма иновация в получаването на клапанна технология, идваща както в края на ерата на доминирането на термоелектронните устройства. Производителя RCA представя първия триоден клапан Нувистор – 7586, през 1959 година. Името „Нувистор“ имаше за цел да предизвика прилики с думите „нов“ и „транзистор“, вероятно за да се помогне за преодоляване на предубеденост срещу използването на „старомодна“ технология на вентила (полупроводников диод). Тези елементи се изработват като триоди и тетроди. Типът на електродната структура, използвана в серията Mullard на клапаните Nuvistor, се основава на концентрично разположение на цилиндрични електроди. Те се поддържат от три щифта, които преминават през керамична основна плоча. В крайна сметка вентилът е затворен в метална обвивка, която трябва да бъде подходящо свързана с шасито на усилвателя за оптимална стабилност. Използват се като усилвателни стъпала в устройствата за високи и ултрависоки честоти.
- Нувистор